# Istituto Marangoni
L'Istituto Marangoni è un'università privata specializzata in moda, design e arte, fondata nel 1935 a Milano. Dal 2016 è riconosciuta come istituto AFAM (Alta Formazione Artistica, Musicale e Coreutica) dal Ministero dell'università e della ricerca. In Italia, l'Istituto ha sedi a Milano e Firenze mentre a livello internazionale è presente a Londra, Parigi, Shanghai, Shenzhen, Mumbai, Miami e Dubai. Secondo il QS World University Rankings , è la prima istituzione universitaria italiana nel settore della moda. 

## Storia
L'Istituto Marangoni, fondato nel 1935 a Milano da Giulio Marangoni, nasce come scuola di formazione per giovani talenti nell’ambito sartoriale. Giulio Marangoni, celebre sarto dell’epoca noto per aver vestito l'élite italiana e internazionale, concepì l’Istituto come un centro d’eccellenza per tramandare le sue competenze e la sua visione della moda. Nel 1942, l’Istituto si trasformò in una Scuola Professionale Artistica, dedicata alla formazione di modellisti e sarte, contribuendo a definire standard elevati nella manifattura e nel design.
Nel corso degli anni ’70 e ’80, l’Istituto Marangoni si evolse per rispondere ai cambiamenti dell’industria della moda, diventando una Scuola di Fashion design di riferimento. La sua offerta accademica si ampliò con l’introduzione di corsi dedicati al Product Development e al Marketing, anticipando le nuove esigenze di un settore sempre più globale e integrato.
La sua espansione internazionale ebbe inizio nel 2003 con l’apertura della sede di Londra, collocata in un edificio storico in 30 Fashion Street, Spitalfields, un quartiere noto per la sua tradizione tessile e artigianale. Nel 2006, venne inaugurata la sede di Parigi, simbolo del legame con una delle capitali mondiali dell’alta moda.
Nel 2013 l’Istituto Marangoni approdò in Cina, con l’apertura della scuola di Shanghai, seguita nel 2016 da quella di Shenzhen, consolidando la propria presenza in uno dei mercati più dinamici per l’industria creativa. 
La sede di Firenze dell’Istituto Marangoni, inaugurata sempre nel 2016, si trova in Via de' Tornabuoni, nel cuore del centro storico della città. La scelta di aprire un campus a Firenze è stata motivata dal forte legame della città con la cultura, l’arte e l’artigianato, elementi che la rendono un punto di riferimento internazionale per la moda e il design.
Questa sede rappresenta una novità nella storia dell’Istituto Marangoni, essendo il primo campus a includere corsi d’Arte accanto ai tradizionali programmi di moda, styling e business. L’introduzione dei corsi d’Arte mira a combinare l’eredità artistica del territorio con un approccio contemporaneo, offrendo agli studenti l’opportunità di esplorare tecniche tradizionali insieme a metodologie e tecnologie innovative.
L’espansione proseguì nel 2017, con l’apertura delle scuole di Mumbai, in India, e Miami, negli Stati Uniti, rafforzando la presenza dell'ateneo in due mercati strategici per la formazione in ambito creativo. Nel 2022, l’Istituto ha ulteriormente esteso il proprio network con l’inaugurazione del campus di Dubai, progettato per offrire corsi Undergraduate e Postgraduate in diverse discipline: moda (dal design al business, fino allo styling), interior design, product design e visual design.
Nel 2011, l’Istituto Marangoni è stato acquisito da Providence Equity Partners, in un'operazione valutata tra i 17 e i 20 milioni di dollari, avviando una nuova fase di sviluppo e consolidamento. Al 2016, contava circa 4.000 studenti provenienti da 106 nazionalità, distribuiti nei suoi otto campus situati a Milano, Firenze, Londra, Parigi, Shanghai, Shenzhen, Mumbai e Miami.
L’Istituto Marangoni è riconosciuto come una delle migliori università nel campo dell'arte e del design, posizionandosi regolarmente tra le prime 50 università al mondo in questa area secondo il QS World University Rankings. Nel 2023 si classifica come la prima istituzione accademica italiana operante nel settore della moda, confermando il suo ruolo di leader nella formazione dei professionisti creativi a livello globale.

## Accreditamenti
Dal giugno 2016 il Ministero dell’Istruzione, dell’Università e della Ricerca ha inserito Istituto Marangoni tra le istituzioni AFAM riconosciute (Alta Formazione Artistica, Musicale e Coreutica). Istituto Marangoni è quindi autorizzato dal Ministero al rilascio di titoli di laurea e Master. 
Nel Regno Unito, i programmi di BA e MA sono convalidati dalla Manchester Metropolitan University, che convalida anche i diplomi di master della sede di Parigi.
Il corso triennale di Fashion Styling della Scuola di Parigi è validato dalla Commission Nationale de la Certification Professionnelle.